# 良友电台
良友電臺是一個有著悠久歷史的基督教福音中文广播电台，总部设于香港，1949年7月29日開始由菲律賓對華開始短波广播，隶属于远东广播公司。 1957年曾在沖繩島設10萬瓦特的中波電台，運作至1972年止。1973年由濟州島的25萬瓦特發射台所取代。
广播语言为普通话、西北官话（回民廣播）、雲南話、白语、傈僳语、粤语、蒙古語、藏語康巴話、維吾爾語，內容主要是向中國大陸廣播福音信息和教導聖經真理。在中國大陸實行改革開放之前，良友電台曾一度是廣東省一帶民眾得知外界消息的重要渠道，並向中國大陸信徒寄送聖經、詩集等。雖在60年代末至70年代末自中國大陸之來信沉寂，但電台仍努力不懈寄送牧養材料，部分曾寄送成功。
良友电台的节目开始曲是《主耶稣救罪人》，为钟声演奏。

## 頻道
- 良友电台·第一台
- 良友电台·第三台
- i-radio愛廣播頻道
- 少数民族广播

## 普通话广播收听频率
生效日期：2025年3月30日，时区：UTC+8

### 良友电台·第一台
| 播音時間    | 播音频率 |
| 07:00-09:00 | 12070kHz |
| 18:30-22:00 | 9400kHz  |
| 22:00-00:00 | 11600kHz |

### 良友电台·第三台
| 播音時間    | 播音频率 |
| 06:30-08:30 | 9405kHz  |

### 良友i-radio愛廣播頻道
| 播音時間    | 播音频率 |
| 18:00-00:00 | 15515kHz |

### 少数民族广播
| 播音時間    | 播出语言               | 播音频率 |
| 17:00-17:30 | 康巴藏语               | 15450kHz |
| 17:30-18:00 | 蒙古语                 | 15450kHz |
| 18:00-18:30 | 汉语普通话（回民广播） | 9400kHz  |
| 21:00-21:30 | 傈僳语                 | 12120kHz |
| 21:00-21:30 | 白族话                 | 11600kHz |
| 21:30-22:00 | 汉语云南话             | 11600kHz |
| 22:30-23:00 | 维吾尔语               | 15540kHz |

## 发射台
良友电台在菲律宾三描礼士省伊巴市设有发射台，其中短波单机发射功率250kW，在中国大部分地区收讯良好，尤其是广东省等华南地区。

## 节目制作基地
良友电台在香港、台湾台北市、韩国首尔、新加坡、美国和加拿大都设有节目制作基地，各节目制作基地均有录音室和后期母带处理室，录音完成后，通过母带处理，然后将节目录音带播放，通过微波传送到良友电台在菲律宾伊巴的发射台使用中短波向中国大陆、台湾、韩国、日本、东南亚及俄罗斯远东地区播出。

## 关联项目
- 宗教电台
- 远东广播公司
- 益友电台

## 其他參考資料
- 吳劍麗. . 新北市: 台灣基督教文藝. 2022. ISBN 9789866131769.

## 外部連結
- 良友电台官网 （页面存档备份，存于）